# Kleinfurra
Kleinfurra é um município da Alemanha localizado no distrito de Nordhausen, estado da Turíngia.  Pertence ao Verwaltungsgemeinschaft de Hainleite.